# Verzé
Verzé – miejscowość i gmina we Francji, w regionie Burgundia-Franche-Comté, w departamencie Saona i Loara.
Według danych na rok 1990 gminę zamieszkiwało 575 osób, a gęstość zaludnienia wynosiła 29 osób/km² (wśród 2044 gmin Burgundii Verzé plasuje się na 406. miejscu pod względem liczby ludności, natomiast pod względem powierzchni na miejscu 447.).